# ددوله
ددوله (به لهستانی:  Dydule) یک روستا در لهستان است که در گمینا اورلا واقع شده‌است.